# Dove Pan
Il Dove Pan è un classico gioco di prestigio in cui l'illusionista fa comparire una colomba da una pentola con coperchio.
L'effetto è composto da una pentola in ottone o alluminio abbinata ad un coperchio con un orlo molto profondo il quale si attacca alla pentola quando chiusa. Normalmente la pentola ha un diametro di circa 25 cm e profonda circa 7 cm. Il Dove Pan è un comune oggetto nei negozi di prestidigitazione.
Durante la presentazione il mago mostra al pubblico che la pentola è vuota quindi metterà al suo interno del liquido infiammabile (spesso viene usata la benzina) infine darà fuoco, con un fiammifero o un accendino, all'interno della stessa provocando una fiammata di sicuro effetto. Spesso questo passo poco prima di alimentare il liquido infiammabile varia da mago a mago (es. rottura di un uovo, polveri "magiche", ecc.).

## Metodo
Il cosiddetto gimmick, cioè la trovata o trucco, del Dove Pan risiede nel coperchio. L'orlo profondo del coperchio cela una pentola supplementare (o rivestimento), il cosiddetto doppio fondo spesso usato nei giochi di prestigio. Quando il coperchio è disposto sulla pentola, il rivestimento si posiziona all'interno di quest'ultima assomigliando alla pentola principale quando era vuota. Prima che la prestidigitazione cominci, il doppio fondo può essere riempito con volatili e come già detto, vengono usate specialmente colombe ma anche conigli oppure altri animali e oggetti che possono entrare nello spazio a disposizione. Il mago non deve mostrare il lato del coperchio al pubblico, soprattutto mentre effettua il trucco.